# Brachycentrus punctatus
Brachycentrus punctatus är en nattsländeart som beskrevs av Forsslund 1935. Brachycentrus punctatus ingår i släktet Brachycentrus och familjen bäcknattsländor. Inga underarter finns listade i Catalogue of Life.